# Ostrovul Șoimul
Ostrovul Șoimul este o arie protejată de interes național ce corespunde categoriei a IV-a IUCN (rezervație naturală de tip floristic și faunistic) situată în județul Călărași, în teritoriul administrativ al comunei Dichiseni.

## Localizare
Aria naturală cu o suprafață de 20,10 hectare se află pe Dunăre în partea sud-estică a județulul Călărași și cea sudică a satului Coslogeni (localitate aparținătoare comunei Dichiseni), în imediata apropiere a celui mai sudic liman fluviatil aflat pe teritoriul țării, Lacul Bugeac (rezervația naturală de tip mixt aflată pe teritoriul administrativ al județului Constanța).. 

## Descriere
Rezervația naturală a fost declarată arie protejată prin Hotărârea de Guvern Nr.2151 din 30 noiembrie 2004 (privind instituirea regimului de arie naturală protejată pentru noi zone) și reprezintă o insulă (ostrov) pe fluviul Dunăre, ce adăpostește o mare varietate de floră și faună specifică zonelor umede..